# Плень
Плень (фр. Plaigne) — коммуна во Франции, находится в регионе Лангедок — Руссильон. Департамент коммуны — Од. Входит в состав кантона Бельпеш. Округ коммуны — Каркасон.
Код INSEE коммуны — 11290.

## Население
Население коммуны на 2008 год составляло 121 человек.
| 1962 | 1968 | 1975 | 1982 | 1990 | 1999 | 2008 |
| ---- | ---- | ---- | ---- | ---- | ---- | ---- |
| 136  | 160  | 157  | 129  | 141  | 128  | 121  |

## Экономика
В 2007 году среди 78 человек в трудоспособном возрасте (15—64 лет) 47 были экономически активными, 31 — неактивными (показатель активности — 60,3 %, в 1999 году было 62,9 %). Из 47 активных работали 41 человек (23 мужчины и 18 женщин), безработных было 6 (3 мужчин и 3 женщины). Среди 31 неактивного 11 человек были учениками или студентами, 12 — пенсионерами, 8 были неактивными по другим причинам.